# La Lucerne-d'Outremer
La Lucerne-d'Outremer és un municipi francès situat al departament de la Manche i a la regió de Normandia. L'any 2007 tenia 798 habitants.

## Demografia

### Població
El 2007 la població de fet de La Lucerne-d'Outremer era de 798 persones. Hi havia 328 famílies de les quals 100 eren unipersonals (48 homes vivint sols i 52 dones vivint soles), 100 parelles sense fills, 120 parelles amb fills i 8 famílies monoparentals amb fills.
La població ha evolucionat segons el següent gràfic:
Habitants censats

### Habitatges
El 2007 hi havia 411 habitatges, 332 eren l'habitatge principal de la família, 56 eren segones residències i 23 estaven desocupats. 385 eren cases i 25 eren apartaments. Dels 332 habitatges principals, 215 estaven ocupats pels seus propietaris, 107 estaven llogats i ocupats pels llogaters i 10 estaven cedits a títol gratuït; 3 tenien una cambra, 21 en tenien dues, 70 en tenien tres, 115 en tenien quatre i 123 en tenien cinc o més. 244 habitatges disposaven pel capbaix d'una plaça de pàrquing. A 179 habitatges hi havia un automòbil i a 123 n'hi havia dos o més.

### Piràmide de població
La piràmide de població per edats i sexe el 2009 era:
| Homes | Edats   | Dones |
| ----- | ------- | ----- |
| 0     | 95 o +  | 0     |
| 0     | 90 a 94 | 0     |
| 8     | 85 a 89 | 8     |
| 4     | 80 a 84 | 16    |
| 8     | 75 a 79 | 8     |
| 20    | 70 a 74 | 16    |
| 32    | 65 a 69 | 16    |
| 36    | 60 a 64 | 20    |
| 16    | 55 a 59 | 28    |
| 24    | 50 a 54 | 24    |
| 20    | 45 a 49 | 16    |
| 40    | 40 a 44 | 36    |
| 20    | 35 a 39 | 28    |
| 12    | 30 a 34 | 24    |
| 16    | 25 a 29 | 0     |
| 20    | 20 a 24 | 8     |
| 24    | 15 a 19 | 24    |
| 16    | 10 a 14 | 24    |
| 28    | 5 a 9   | 28    |
| 24    | 0 a 4   | 16    |

## Economia
El 2007 la població en edat de treballar era de 478 persones, 349 eren actives i 129 eren inactives. De les 349 persones actives 331 estaven ocupades (176 homes i 155 dones) i 18 estaven aturades (5 homes i 13 dones). De les 129 persones inactives 50 estaven jubilades, 44 estaven estudiant i 35 estaven classificades com a «altres inactius».

### Ingressos
El 2009 a La Lucerne-d'Outremer hi havia 339 unitats fiscals que integraven 842,5 persones, la mediana anual d'ingressos fiscals per persona era de 15.333 €.

### Activitats econòmiques
Dels 29 establiments que hi havia el 2007, 1 era d'una empresa alimentària, 3 d'empreses de fabricació d'altres productes industrials, 6 d'empreses de construcció, 7 d'empreses de comerç i reparació d'automòbils, 2 d'empreses de transport, 2 d'empreses d'hostatgeria i restauració, 1 d'una empresa financera, 1 d'una empresa immobiliària, 1 d'una empresa de serveis i 5 d'empreses classificades com a «altres activitats de serveis».
Dels 12 establiments de servei als particulars que hi havia el 2009, 1 era una oficina bancària, 2 funeràries, 2 tallers de reparació d'automòbils i de material agrícola, 1 paleta, 2 fusteries, 1 lampisteria, 1 electricista, 1 perruqueria i 1 restaurant.
L'any 2000 a La Lucerne-d'Outremer hi havia 66 explotacions agrícoles que ocupaven un total de 756 hectàrees.

## Equipaments sanitaris i escolars
El 2009 hi havia una escola maternal.

## Poblacions més properes
El següent diagrama mostra les poblacions més properes.